# Ceraclea limnetes
Ceraclea limnetes là một loài Trichoptera trong họ Leptoceridae. Chúng phân bố ở miền Tân bắc.